# Линейни кораби тип „Норманди“
Норманди (на френски: Normandie) са серия френски линейни кораби планирани за построяване през 1910-те години. Те се явяват развитие на линейните кораби от типа „Бретан“. Представляват опит на френските конструктори да създадат кораби, които не отстъпват на линкорите на другите страни по огнева мощ, при ограничена водоизместимост, която е продиктувана от ограниченията, наложени от размерите на наличните във френските военноморски бази сухи докове. За първи път в света са използвани четириоръдейни кули за главния калибър. Всичко планирани за построяване са 5 линкора: „Норманди“, „Лангедок“, „Гаскон“, „Фландр“, „Беарн“.
Първите четири са заложени през 1913 г., а последният през 1914 г. Три кораба са спуснати на вода през 1914 г., „Лангедок“ през 1916 г. Обаче развитието на Първата световна война водят до прекратяването на дострояването на линкорите. Последният кораб от този тип – „Беарн“ е спуснат на вода едва през 1920 г. Според условията на Вашингтонския морски договор строителството на всички линкори е прекратено, но условията на договора позволяват на Франция да преправи „Беарн“ като самолетоносач, което е изпълнено в периода 1923 – 1927 г.
Последващото развитие на този проекта трябва да станат линкорите от типа „Лион“.

## История на проектирането
На 5 декември 1911 г. Техническият отдел на френското Морско министерство подготвя анализ на залаганите по програмата за 1912 г. линкори от типа „Бретан“. Техническият отдел съжалява, че неговите специалисти не са привлечени към разработката на конструкцията на дадените кораби. В документа се казва, че разположението на кулите в централната част на кораба в по диаметралната плоскост вече е изпробвано при броненосците от програмата за 1886 г. – „Формидабле“ и „Amiral Baudin“ и е оценено като неудачно. Оръдията, разположени така, имат ограничени ъгли на обстрел, а стрелбата от тях води до повреди по надстройките. Според мнението на авторите на документа, поради гореизброеното следва да не се използва такова разположение на кулите за линкорите от програмата за 1913 г. Директорът на конструкторския департамент запознава с анализа морския министър и Върховния съвет на флота. На 5 януари 1912 г. морския министър поставя въпроса за разработката на техническо задание за линкорите от 1913 г., по време на обсъжданията на което в събралите се възниква разбирането, че новите линкори трябва да се отличават по конструкция от корабите на типа „Бретан“. Изисква се определянето на водоизместимостта и скоростта, а също разположението на въоръженията – в дву-, три- или четириоръдейни куполни установки. Техническият отдел спешно разработва ред ескизни проекта, които са представени за разглеждане на 1 февруари 1912 г.
Върху проекта са наложени много технически ограничения. Така например, изходя от дълбочините на френските портове, котвените стоянки и размерите на наличните докове, излиза, че дължината на бъдещите кораби се ограничава в пределите на 170 – 172 метра, ширината – около 27,5 метра, по газене – 8,8 метра. При тези размери нормалната водоизместимост трябва да бъде около 25 000 тона. Тази цифра включва само 700 тона въглища в бункерите, при 2700 т въглища и 300 т нефт при пълна водоизместимост. Водоизместимостта в сравнение с „Бретан“ нараства с 1500 тона и от мнозина се разглежда като пределна. Междувременно, в чужбина тази водоизместимост вече е надхвърлена. Във Великобритания са заложени линкорите от типа „Айрън Дюк“ (25 000 т, 10×343-мм), в Германия – линкорите от типа „Кьониг“ (26 575 т, 10×305-мм), в САЩ – линкорите от типа „Пенсилвания“ (31 400 т, 10×356-мм). Във Великобритания са планирани за залагане линкорите „Куин Елизабет“ (27 500 т, 8×381-мм), и даже в Италия започват работите по създаването на линкорите от типа „Карачоло“ с водоизместимост 29 500 тона.
При ограничаване на нормалната водоизместимост до 25 000 тона е възможно да се създаде линкор с въоръжение като на „Бретан“ и скорост от 21 възела. При снижаване на скоростта до 20 възела се появява възможност да се разположат 12 340-мм оръдия. Оръдията се разполагат по линейно-терасовидната схема – във всеки край по една четириоръдейна и една висока двуоръдейна кула. Разглежда се и вариант за разполагането на 12 340-мм оръдия в три четириоръдейни кули. Третата се намира в централната част – вариант така критикуван от техническия департамент. Още един вариант има въоръжение от 16 305 мм оръдия – четири четириоръдейни кули по линейно-терасовидната схема. Идеята за използването на четириоръдейни кули не е нова и вече е предлагана от Дюпонт (на английски: M. Dupont), инженер в Compagnie des forges et aciéries de la marine et d'Homécourt (оръжейния завод в Сен Шамоне). По двойка оръдия се разполагат в две люлки. Двойката оръдия заради това се зарежда и произвежда изстрел едновременно. За намаляване на вероятността да се извадят от строя и четирите оръдия с един снаряд кулата е разделена от вертикална 40-мм преграда на две полукули. Предложена е различна от тази на „Бретан“ схема за защита, но подробности за нея не са съхранени. Особено внимание е отделено на повишаването на далечината на плаване. Турбинните кораби с пряко задвижване на вала обладават ниска икономичност на крайцерска скорост. За това е предложен вариант за четиривинтова комбинирана установка с мощност 32 000 – 35 000 к.с. Вътрешната двойка валове се задвижват от турбините, без режим за заден ход. А външната двойка валове се привежда във въртене от парни машини с мощност 16 000 – 16 800 к.с. Парните машини трябва да осигуряват крайцерския ход до 16 възела и дават задния ход на кораба. Такава комбинирана установка с мощност 47 000 к.с. в частност се използва на лайнерите „Олимпик“ и „Титаник“. Има обаче и отличия в установките на линкорите и лайнерите. На „Норманди“ парата след парните машини не трябва да постъпва в турбините. Лайнерите основно се експлоатират на една постоянна скорост, а за линкорите е нужна многорежимна силова установка. За това и контурите на парните машини и парните турбини са разделени.
Френския флот сериозно изостава от флотовете на Великобритания и Германия. Към 1911 г. влизат в строй броненосците от типа „Дантон“. Към това време във Великобритания са въведени в състава на флота първите десет дредноута, пет линейни крайцера и са заложени свръхдредноутите от типа „Орион“. Немците имат построени осем дредноута и един линеен крайцер. Даже американците, които не се смятат в началото на 20 век за велика морска държава, въвеждат в строй шест дредноута. Води се строителство на още по-голям брой нови големи кораби. На този фон залагането във Франция в периода 1910 – 1911 г. на четирите дредноута от типа „Курбе“ и през 1913 г. на трите от типа „Бретан“ е недостатъчно. На 30 март 1912 г. е приета амбициозната програма за развитие на флота от 1912 г. (на френски: Statut naval). Според нея към 1920 г. френския флот трябва да включва в себе си 28 линкора. Освен относително новите броненосци от типовете „Републик“, „Либерте“, „Дантон“, дредноутите „Курбе“ и свръхдредноутите „Бретан“ е необходимо да се заложат още 10 кораба. През 1913 и 1914 г. трябва да се заложат по два дредноута от типа „Норманди“, през 1914 г. – четири дредноута от типа „Лион“ с водоизместимост 29 000 т, и през 1917 г. – два дредноута от нов тип. Скоро програмата е преразгледана с цел получаването към 1918 г. на 12 свръхдредноута в състава на флота. През 1913 г. следва да се заложат четири линкора от типа „Норманди“, през 1914 г. – еднотипен с тях пети кораб, и през 1915 г. – четири линкора от типа „Лион“.
Генералният щаб, на 26 март 1912 г., озвучава своето виждане за облика на бъдещите линкори. Калибър на оръдията 340-мм. Отказ от триоръдейните установки предложени от завода в Сен Шамон. Предлага се линейно-терасовидна схема за разполагане на две четири- и две дву-оръдейни кули. Тя осигурява максимален брой оръдия при минимална водоизместимост. Ако последващите изчисления покажат, че краищата са силно претоварени, препоръката е връщане към схемата на „Бретан“ с двуоръдейни кули. Корабите трябва да носят 300-тонен запас нефт, за това се препоръчва линкорите да имат система за дозареждане в морето от новите напълно нефтени 800-тонни миноносци. Силовата установка е предложена да бъде турбинна, като най-подходящата за военното време и единствената можеща да осигури скорост от 21 възела. Максималното газене не трябва да надхвърля 9 метра. Върховният съвет на флота, на съвещанията си от 3 и 4 април, стига до следните решения:
- За основа се приема схемата за разполагане на 340-мм оръдия като на „Бретан“, докато конструкторския департамент не успее да даде работоспособна конструкция за четириоръдейна кула;
- Приема се комбинираната силова установка;
- Не се приема новата схема за защита. Използва се схемата на защита на „Бретан“ с възможно увеличение на дебелината на пояса и защитата на бойната рубка;
- За спомагателната артилерия вместо първоначално разглежданите 22 138,6 мм установки се приемат два калибра – 18 по 138,6 мм и 12 по 100 мм;
- Предложението да се използват кули или сдвоени установки за 138,6 мм оръдия се отклоняват. Те не осигуряват бързо и гъвкаво пренасяне на огъня в широк диапазон от ъгли на обстрел. И, най-главното, затрудняват ръчното зареждане на оръдията, подсигуряването на което, по онова време, се считала за едно от важните изисквания[6].

Техническият съвет започва работа над два проекта. В проекта А7 въоръжението се състои от десет 340 мм оръдия в двуоръдейни кули. В проекта А7 bis е предложено да се разположат 12 340-мм оръдия в три четириоръдейни кули. Това позволява в рамките на 25 000 т ограничение да се получи линкор с 12 340-мм оръдия и скорост от 21 възела. По сравнение с варианта с използването на две- и четириоръдейни кули икономията на тегло съставлява 240 тона. Прогреса на завода Сен Шамон в разработката на проект за четириоръдейни кули позволява на министъра да утвърди предложението на завода от 6 април и да се подпише договор за разработката на установките на 20 юли. Техническият отдел при това съобщава, че няма да успее, за даденото му време, да осъществи разработката и започне производството на 100-мм оръдия, за това, с решение на министъра от 23 май, е решено да се използват само оръдия калибър 138,6 мм. На 26 юни проектите лягат на масата на контраадмирала, отговарящ за военноморските разработки. На 5 юли проектите са предадени за разглеждане във върховния съвет. С препоръката да се започне работа по проекта А7 bis, като имащ по-добро въоръжение и защита. Този избор поддържа и главата на техническия отдел. След три дни, на заседание на върховния съвет на флота, тази препоръка е одобрена. Проектът А7 bis е представен и одобрен от Техническия комитет на 26 октомври 1912 г. Най-голяма критика предизвиква разположението на единствената мачта зад комина. Изпитанията на „Лайън“ показват, че такова разполагане води до невъзможност да се обитават командно-далекомерните постове (КДП) поради горещите газове. Също това води до затруднено разпознаване на флажните сигнали, скрити в дима. Пренасянето на мачтата пред комина е затруднено поради това, че в този случай на въздействието на газовете ще се подлагат антените за радиовръзка. За това комитета препоръчва да се разположат две сигнални мачти, което ще позволи да се изнесе КДП пред носовия комин и приемливо да се разположат радиоантените.
Четирите кораба по програмата за 1913 г., бъдещият тип „Норманди“, трябва да съставят една дивизия. Те получават комбинирана силова установка. Петият кораб – „Беарн“ трябва да състави една дивизия с трите кораба от типа „Бретан“. За това той получава чисто турбинна установка.

## Конструкция
| Проектно разпределение на тегловото натоварване, т   | Проектно разпределение на тегловото натоварване, т |
| ---------------------------------------------------- | -------------------------------------------------- |
| Екипиран корпус                                      | 6969,61                                            |
| Брониране                                            | 7637,37                                            |
| Корпусни принадлежности и стационарно оборудване     | 5213,84                                            |
| Номинално натоварване (запаси и подвижно оборудване) | 5222,04                                            |
| Запас водоизместимост                                | 187,91                                             |
| Всичко нормална водоизместимост                      | 25 230,77                                          |

### Корпус
Линкорите трябва да имат дължина между перпендикулярите 170,6, по водолинията 175, максимална – 176,4 м. Ширината трябва да съставя 27,0 м, газенето – 8,65 м. Водоизместимостта при пълно натоварване трябва да съставлява 25 230,77 т. Корпуса има прав форщевен, с плавно закръгление в подводната част. Палубите са плоски, без подем към носа. Височината на надводния борд у форщевена съставлява 6,85 м, а на ахтерхщевена 4,6 м. Бордовете нямат извиване навътре, а в носовата част имат малко издаване навън. В кърмовия край са разположени два паралелни полубалансирни руля. Линкорите имат издължен полубак и носова надстройка с долен етаж от борд до борд. Благодарение на това носовата кула на главния калибър има голяма височина над водолинията, което трябва да осигури възможност за нейното използване не само в тихо време. Корабите имат два комина и висока гротмачта. Общото тегло на корпуса на кораба съставлява 6969,61 т.
По сравнение с типа „Бретан“ е изменена формата на кърмата, за да могат да се поставят двата паралелни руля. „Бретан“ е силно заливан при вълни. В сравнение с него краищата на „Нормандии“ са по-малко натоварени, за това проблеми с мореходността не трябва да има. Получава се подобряването и на показателите за устойчивост – разчетната метацентрична височина трябва да съставлява 1,45 м.
В състава на плавателните средства влизат два 10-метрови парни катера, три 11-метрови моторни катера, за адмирала и офицерите, две 13-метрови лодки, два 11-метрови работни катера, два 8,5-метрови велбота, два 5-метрови яла, две 3,5-метрови плоскодънни лодки и две 5,6-метрови разглобяеми ветроходни лодки.
Екипажа по щат се състои от 41 офицера, 124 старшини, 996 матроса, 22 волнонаемни и 18 музиканта. Има възможност за разполагане на адмирал с неговия щаб.

### Брониране
Схемата на бронирането като цяло повтаря тази на „Бретан“, с увеличение на дебелината на бронята на някои места. Общото тегло на защитата съставлява 7637,365 тона, или малко повече от 30% от пълната водоизместимост. Броневият пояс защитава практически целия борд по водолинията, отсъствайки в малък участък на кърмата. Главният брониран пояс е направен от цементирана броня и в района на цитаделата има дебелина от 280 мм. Чрез тикова подложка той е закрепен за обшивката от два слоя корабостроителна стомана с дебелина по 10 мм. В подводната част, там където снарядът трябва да премине през слой вода, поясът има изтъняване надолу. По краищата главният пояс продължава в пояси с по-малка дебелина – на кърмата 120 мм и в носовата част 180 мм. В района на цитаделата, от втората кула на главния калибър до кърмовия каземат на средната артилерия има горен пояс. Той е направен от плочи, долният край на които има дебелина 280 мм, а нагоре те постепенно изтъняват до 240 мм. Между барбетите на втората и средната кули на главния калибър каземата на средната артилерия се прикрива от плочи със 180-160-мм дебелина. Линкорите имат две броневи палуби. И двете са с дебелина по 50 мм. Долната има скосове с дебелина 70 мм, които отиват към долния ръб на главния брониран пояс.
Защитата на артилерията на главния калибър е разчетена да противостои на собствените ѝ снаряди. Кулите на главния калибър имат челна плоча от 300 мм на два слоя стомана по 20 мм, страничните стени са с дебелина 250 мм и покрива има дебелина от 100 мм. Барбетите имат дебелина 280 мм. Бойната рубка е защитена от 300 мм броня. Противоторпедната защита по мидъла има дълбочина около 3 м и включва в себе си една противоторпедна преграда от три слоя стомана по 10 мм.

### Въоръжение
Главният калибър на линкорите от типа „Норманди“ са дванадесет 340-мм 45-калибрени оръдия модел 1912 г., разположени в три четириоръдейни куполни установки. Кулите са разположени по линейно-терасовидната схема – по една кула в двата края и една в центъра по диаметралната плоскост. Височината на осите на цапфите на носовата кула относително водолинията съставлява 11,1 м, при средната кула е 9,8 м, а на кърмовата – 7,5 м. Ъглите на обстрел съставляват 140, 150 и 135 градуса по всеки борд съответно.
340-мм оръдие образец 1912 г. тежи 66 950 кг. Затворът е бутален, система Уелин. Заряда барут с маса 153,5 кг се състои от четири картуза. Бронебойният снаряд е с маса 555 кг, фугасният – 465 кг. Началната скорост на бронебойния снаряд съставлява 800 м/с. При максималния ъгъл на възвишение на оръдията от 18° максималната далечина на стрелбата с тези снаряди трябва да съставлява 18 000 м.
Всяка кула се разделя от бронирана преграда на две „полукули“. Всяка полукула има собствени снарядни и зарядни погреби и система за подаване. Двойката оръдия във всяка полукула се намират в обща люлка и могат да водят огън и презареждане само съвместно. Скорострелността трябва да съставя 2 изстрела в минута на оръдие. Боезапаса трябва да се състои от 100 снаряда на ствол.
За управлението на огъня на главния калибър са предназначени пет 3,66-м далекомера. Два от тях се разполагат на покрива на бойната рубка и още по един – на всяка кула. Управлението на стрелбата на всяка кула може да се осъществява както от централния пост, така и индивидуално. Също така всяка кула може да служи като резервен пост за управление на стрелбата. За воденето на нощна стрелба са предназначени пет бойни 90-см прожектора.
Противоминният калибър се състои от двадесет и четири 138,6-мм оръдия образец 1910 г. с дължина на ствола 55 калибра. Оръдието има разделно-гилзово зареждане и ъгли на подем −7°/+15°. Масата на барутния заряд е 10,4 кг. Фугасният снаряд с маса 31,5 кг получава начална скорост 840 м/с, което осигурява максималната далечина от 15 100 м. Скорострелността им съставлява 5 – 6 изстрела в минута. Противоминната артилерия е разположена в осем триоръдейни каземата – по четири каземата на всеки борд. Носовата двойка каземати се разполага на носовата надстройка пред средната кула на главния калибър. Кърмовата двойка каземати се намира с една палуба под горната палуба. Останалите каземати се разполагат на горната палуба в централната част. Боезапасът съставлява по 275 изстрела на оръдие.
Въоръжението се допълва от 47-мм оръдия Хочкис образец 1902 г. Те са разположени на лафети за зенитна стрелба на палубата на полубака в района на втория комин. Минно-торпедното въоръжение се състои от шест 450-мм торпедни апарата, разположени побордно в района на бойната рубка (два по десния и един по левия борд) и под кърмовата надстройка (два по левия, един по десния борд). Общият боезапас е 36 торпеда.

### Енергетична установка
Енергетичната установка на линкорите от типа „Норманди“ с мощност 32 000 к.с. им осигурява скорост хода от 21 възела. Кратковременно на форсаж енергетичната установка може да развие 45 000 к.с., което трябва да стига за достигането на скорост от 22 възела. Всички кораби от този тип имат четири гребни винта. Първите четири линкора от серията получават комбинирана силова установка, състояща се от две четирицилиндрови парни машини с тройно разширение задвижващи въшната двойка валове и парни турбини с пряко задвижване на вътрешните валове. Диаметъра на цилиндрите на парните машини се различават в зависимост производителя. Първият цилиндър високо налягане има диаметър на буталото 1,16 – 1,18 м, вторият, за средно налягане, има диаметър 1,66 – 1,73 м, зад тях двата цилиндъра за ниското налягане са с диаметър на буталото 1,98 м. В комплекта турбини влизат турбини за високо и ниско налягане. На „Норманди“ и „Фландр“ те са „Парсънс“, на „Гаскон“ – система „Рато-Бретан“, а на „Лангедок“ – система „Шнайдер-Золи“.
Външната двойка четирилопастни винтове има диаметър 5,2 м със стъпка 6,37 м при честота на въртене на пълен ход от 115 об/мин. Вътрешната двойка винтове е трилопастна с диаметър 3,34 м и стъпка 3,1 м при максимална честота на въртене 280 об/мин. Турбините нямат степени за заден ход. За него и за крайцерския ход от 16 възела се използват парните машини. На петия кораб от серията – „Беарн“, стои четиривална установка с четири комплекта турбини система „Парсънс“ с пряко задвижване на четирите вала. Независимо от това, че във Франция, през 1913 г., е поръчан миноносеца Enseigne Gabolde със зъбен редуктор, поставянето на „Беарн“, заложен през 1914 г., на турбозъбчат агрегат е отчетено като риск. Турбините движещи вътрешните валове са същите, като на останалите кораби от серията. В комплекта турбини за външните валове влизат турбина високо налягане и две турбини за ниско налягане. Заедно с всяка ТНН има турбина за крайцерски ход. Турбините са разположени в три паралелни отсека. Централното се заема от турбините за ниско налягане. Парата се подава отначало на ТВН, след това на една от ТНН. Всички винтове при него са трилопастни с диаметър 3,34 м и със стъпка 3,1 м.
Парата корабите получават от вертикални котли с тръбички с малък диаметър с налягане на парата 20 кг/см². Количеството и типа на парните котли също се различава за отделните кораби от серията. „Норманди“ и „Гаскон“ имат по 21 водотръбни котела Гюйо-дю Тампл, „Фландр“ и „Лангедок“ – по 28 котела Белвил, „Беарн“ – 21 котела Никлос. Всички котли са със смесено отопление. За линкорите с 21 котела първи от носа вървят котелните отделения № 1 и № 2 с шест котела във всяко, след това погребите за 138-мм оръдия, след това котелно отделение № 3 с 9 котела, подкуполното отделение на средната кула на ГК и отделението на парокондензаторите.
Разходът на гориво при 10 часовите изпитания на скорост 21 възела съставя по 180 кг въглища или 135 кг нефт за 1 м² от площта на нагрев. При форсиране на мощността, при тричасови изпитания, разхода на въглища съставя 225 кг за 1 м². Нормалният запас гориво съставлява 900 т. Пълният запас гориво е 2700 т въглища и 300 т нефт. За корабите с комбинирана силова установка пълния запас гориво трябва да е достатъчен за изминаването на 1800 мили на пълен ход, и при използването само на парните машини 3375 мили на 16 възела и 6500 – 6600 мили на 12 възела.
За изработването на електроенергия се използват четири турбогенератора мощност по 400 кВт, осигуряващи на бордовата електромрежа ток с напрежение 220 В. Турбогенераторите са разположени около средната кула на главния калибър и всеки има собствен парокондензатор.

## Строителство и съдба
| Представители | Представители       | Представители                                          | Представители    | Представители            | Представители                     |
| Кораб         | Оригинално название | Корабостроителница                                     | Дата на залагане | Дата на спускане на вода | Планирана дата за влизане в строй |
| ------------- | ------------------- | ------------------------------------------------------ | ---------------- | ------------------------ | --------------------------------- |
| „Норманди“    | Normandie           | Ateliers et Chantiers de la Loire, Сен Назер           | 18 април 1913    | 19 октомври 1914         | март 1916                         |
| „Лангедок“    | Languedoc           | Forges et Chantiers de la Gironde, Бордо               | 18 април 1913    | 1 май 1915               | март 1916                         |
| „Фландр“      | Flandre             | Военноморска корабостроителница в Брест                | 1 октомври 1913  | 20 октомври 1914         | юни 1917                          |
| „Гаскон“      | Gascogne            | Военноморска корабостроителница в Лориан               | 1 октомври 1913  | 20 септември 1914        | юни 1917                          |
| „Беарн“       | Bearn               | Forges et Chantiers de la Mediterrenee, Ла Сен сюр Мер | януари 1914      | април 1920               | 1917                              |

След построяването на серията от петте линкора на типа „Норманди“ френският флот трябва да получи две дивизии свръхдредноути с четири-корабен състав. Построяването на първите четири линкора е включена в програмата за 1913 г. Поръчката за „Нормандия“ и „Фландър“ е издадена на 12 декември 1912 г., а за „Гаскония“ и „Лангедок“ на 30 юли 1913 г. Петият кораб се строи според програмата за 1914 г. Отначало той носи името „Ванде“, но след това то е сменено с „Беарн“. Поръчката за него е дадена на 3 декември 1913 г. Неговата стойност по договор без въоръжението съставя 57 165 милиона франка. „Беарн“ е заложен на 5 януари 1914 г. на стапел №1 в корабостроителницата на частната компания „Форж е Шантие де ла Медитеран“ в Ла Сейн със заводския №1071.
С началото на Първата световна война работите над линкорите са спрени, тъй като всички ресурси са насочени за нуждите на армията. С цел освобождаване на стапелите първите четири кораба са спуснати на вода от август 1914 до май 1915 г. На 23 юли 1915 г. военноморското ръководство спира всички работи по тях, тъй като строителството им се смят аза задача с нисък приоритет. Корпусите са законсервирани в корабостроителниците. В края на юли 1915 г. са спрени и работите над системите за въоръжението. Четирите готови 340-мм оръдия са монтирани на железопътни установки и са преданени на армията. Още 9 оръдия, произведени за „Лангедок“, са преправени на железопътни вече след войната, през 1919 г. Няколко от направените 138,6 мм оръдия също са използвани на сушата. Към момента на спиране на работите по „Норманди“ готовността по корпус при него съставя 65%, по силова установка – 70%, по въоръжение – 40%. Предназначените за него котли са използвани при построяването на разрушителите от типа „Авантюре“. „Лангедок“ има готовност по корпус 49%, 26% по въоръжение и 73% по силова установка. Неговите котли са използвани при строителството на противолодъчни авиза.
За „Фландр“ готовността по корпуса е 65%, механизмите са на 60% и на куполните установки на главния калибър – 51%. За „Гаскон“ 60%, 44% и 75% съответно. Работите по „Беарн“ се намират в начален стадий. Готовността по корпус съставя 8 – 10%, по турбини – 25%, по котли – 17%, по куполните установки – 20%. През януари 1918 г. за дредноутите от типа „Норманди“ излиза разпореждане, според което работите остават замразени, но материалите приготвени от строителите трябва да останат в готовност за възобновяване на работите. Все пак при „Гаскон“ 3086 т листов материал вече е използван за други нужди.
Само няколко дни след сключването на примирието с Германия, на 22 ноември 1918 г., конструкторския отдел изпраща към щаба запитване за получаване на предложения за модифициране на проекта с линкорите тип „Норманди“. Генералният щаб, на 29 ноември, формулира следните изисквания: скорост 26 – 28 възела, значително усилване на защитата, по-мощно въоръжение. В отговор конструкторския отдел подготвя доклад, с подписа на началника на техническия департамент Дойер, към министъра. В доклада се казва, че изискванията изказани от генералния щаб са нереализируеми заради бюджетните ограничения и сроковете. Техническите ограничения през 1919 г. по малко се различават от онези през 1913 г. Възможностите на строителите все още са ограничени до размерите на типовете „Норманди“ и „Лил“, особено по ширина. Дънноудълбочаващите работи в пристанищата и модернизацията на тяхната инфраструктура също не е завършена и върви с голямо забавяне. Само един сух док, в Брест, може да приема кораби с дължина до 250 м и ширина до 36 м. Дострояването на още два дока в Тулон се очаква не по-рано от година. Очакваните срокове на готовност за доковете в Лориан и Бизерта са още по-големи. Всичко това води до това, че ширината не трябва да надвишава величината от 29,5 м. Това налага съществени ограничения върху възможностите на противоторпедната защита, ефективността на която силно зависи от нейната дълбочина. В крайна сметка, на 25 февруари 1919 г., Генщаба дава своето заключение че в близките 6 – 7 години няма да могат да бъдат построени нови линкори основаващи се на опита на отминалата война. А поради това следва да се достроят четирите линкора от типа „Норманди“. Оръдията от петия – „Беарн“, се предполага да се използват вместо пленените от немците в Лил произведени за „Гаскон“. Генералния щаб и конструкторския отдел имат общо мнение относно следните точки:
- 1) Достройката на корабите да се направи със съществуващата силова установка. За повишаването на скоростта от 21 до 24 възела са необходими допълнителни 80000 к.с., което изисква прекалено големи промени[13].
- 2) Усилване на противоторпедната защита. Всички незаети от въглища отсеци пред противоторпедната преграда трябва да се запълнят с коркови стърготини. Поставянето на външни були, с ширина 1 м, ще позволи да се качи водоизместимостта до 27 000 т. Според разчетите защитата на първоначалния проект „Нормандии“ издържа взрив само на 100 кг боезаряд на торпедото. Предприетите мерки трябва да повишат издръжливостта на ПТЗ до 200 кг ТНТ[13].
- 3) Генералният щаб се надява, че ще може да се премахне средната кула на главния калибър и да се работи по схемата с две четириоръдейни и две издигнати двуоръдейни кули по краищата. Във всички случаи ъгъла на възвишение на оръдията трябва да бъде увеличен до 23 – 24°. Това ще позволи да се увеличи максималната далечина на стрелбата от 16 000 м до 25 000 м. Французите много силно бъркат в своите разчети за очакваната дистанция на битките[13]. Според техните довоенни сметки условията за видимост в морето ограничават дистанцията на воденето на огън до величината 15 000 м. Изходя от това са планирани ъглите на подем на оръдията и възможностите на далекомерите. Но боевете между германския и британския флот в Северно море започват на дистанция от 20 000 м[14].
- 4) Поради увеличените дистанции на боя следва да се преразгледа хоризонталната защита. При големите дистанции снарядите падат вече под достатъчно голям ъгъл и започват да поразяват палубите. Сумарната дебелина на палубите трябва да бъде увеличена до 120 мм, а на покривите на кулите до 200 мм[14].
- 5) Демонтаж на подводните торпедни апарати и замяната им с шест 550-мм надводни. Боезапас от по 4 торпеда за всеки апарат, по възможност разполагането им над каземата за 138-мм оръдия[14].
- 6) Тъй като освободените от торпедните апарати са добре защитени и се намират зад противоторпедната преграда, във всеки от тях да се постави по един електрогенератор. Всеки от тях трябва да може самостоятелно да подава захранването необходимо за водене на бой към съответните устройства[14].
- 7) Поставяне на командно-далекомерни постове с директори за управление на огъня върху триногите мачти, на два директора за 138,6 мм оръдия, поставяне върху бойната рубка на въртящ се блок с три далекомера с широка база и на три станции за централно управление на стрелбата (две за ГК и една за противоминната артилерия)[14].
- 8) Добавяне на център за управление на торпедната стрелба, радиоборудване за системата за управление на артилерийската стрелба и шест или осем 90-см прожектора с външно управление от наблюдателните постове[14].
- 9) Предвиждане на запаси за двуместен разузнавателен самолет и едноместен изтребител, но без оставянето на платформи за излитане[14].

„Беарн“ има най-ниска готовност, за това за него се предлага по-обширна програма за модернизации. Освен работите аналогични на останалите четири кораба от серията, се предлага модификация на силовата установка и на оръдията на главния калибър. Котлите Никлос се предават за „Фландр“, а на него се поставят осем нефтени котела подобно на тези поставяни на разрушителите. Новата турбинна установка с мощност 80 000 к.с. трябва да дава скорост от 24 – 25 възела. Като въоръжение се разглеждат или четириоръдейни 340-мм кули с увеличен ъгъл на възвишение, или новите двуоръдейни 420-мм установки.
Решението за „Беарн“ се проточва, за това, през април 1920 г., неговия корпус е спуснат на вода, за да се освободи стапела. В крайна сметка, от 1923 г., по него започват работи за преправянето му в самолетоносач. Решението за линкорите от типа „Норманди“ се проточва. Стойността на тяхното дострояване през 1919 г. се оценява на 200 – 250 млн. франка. В резултат на това флота на Франция, след четири-пет години би получил дивизия еднородни линкори, които по своите характеристики напълно могат да се сравнят с поне 50 капитални кораба на другите страни. Но те отстъпват на най-добрите представители на чуждестранните флотове. Както отбелязва самият Дойер, от тях и не следва да се очаква прекалено много, това са „кораби на сега“, не за бъдещето.
На 25 февруари 1919 г. координатор по проекта „Норманди“ между техническия департамент и Генералния щаб става капитан Вандир (на френски: de Vaisseau Vandier). Той 18 месеца е френски наблюдател при британския Гранд Флийт и може да оцени предлаганите изменения от гледна точка практическия опит от използването на британската флота. Изследванията на техническия отдел показват, че за сметка на удължаването на корпуса на „Норманди“ с 15 метра може да се увеличи скоростта до 26 възела и генералния щаб, на 4 март по-детайлна разглеждане на този вариант. Междувременно въпроса за новите линкори става все по-актуален. За замяната на доста износените за четирите години война кораби е одобрена програма за строителството на шест леки крайцера, десет разрушителя и 20 подводници. На 19 юли 1919 г. адмирал Ронарк (на френски: Ronarc) в записка към министъра отбелязва, че френския флот трябва да съхранява преимуществото си над италианския. И тъй като италианците, според наличните сведения, възобновяват работите над линкорите от типа „Карачиоло“ с 381-мм оръдия, следва да се разгледа въпроса за дострояването на „Нормандиите“. Общо са предложени три варианта:
- 1) Дострояване на съществуващия проект. Което се оценява вече на 430 млн. франка. Срок за построяване от 30 до 36 месеца;
- 2) Дострояване с много подобрения. Добавя се бул с ширина 1 м, увеличават се ъглите на възвишение на оръдията, подобрява се защитата. Стойността нараства до 482 млн. франка, срока за работите е приблизително като в първия вариант;
- 3) Удължаване на корпуса, добавяне на були с ширина по 2,7 метра, увеличаване на мощността на силовата установка до 80000 к.с. и скорост до 26 възела. Стойност над 700 млн. франка. Срок за изпълняване на работите: 54 – 60 месеца[16].

Според информация получена от Рим, италианците не планират са построят повече от един линкор от типа „Карачиоло“. Още повече, че икономиката на Франция е изтощена от войната и се намира в тежко положение. За това, в нотата си от 4 август 1919 г., адмирал Ронарк вече пише, че не вижда целесъобразност от дострояването на линкорите от типа „Норманди“. На 12 септември 1919 г., за разглеждане от правителството е предложена доста скромна военноморска програма, от която са изключени даже подводниците. В съпровождащата записка Ронарк пише, че следва да се не се дострояват петте линкора от типа „Норманди“. В крайна сметка до момента, докато правителството не утвърди военноморска политика. И макар в пресата по онова време все още да се промъкват проекти за дострояването на линкорите тип „Норманди“, военноморското ръководство фактически се смирява с отказа за тяхното довършване.
Разглеждани са варианти за дострояването им като пасажерски лайнери, търговски съдове и танкери и даже несамоходни плаващи цистерни. Но те не са реализирани. След ратификацията на Вашингтонския договор, на 18 април 1922 г., първите четири кораба са изключени от списъците на флота, а тяхното оборудване е използвано за дострояването на „Беарн“ и крайцерите от програмата за 1922 г. От корабите е демонтирано оборудването, а корпусите им са продадени за скрап. „Норманди“ е продаден за 1,8 млн. франка на италианска фирма и е разкомплектован за метал в периода 1924 – 1925 г. „Лангедок“ е отбуксиран в Порт Брук. През май 1925 г. той потъва след буря, поради отворили се шевове. Впоследствие е изваден и към юни 1929 г. е разкомплектован за метал. „Фландр“ е разглобен в Тулон, от юли до октомври 1924 г., „Гаскон“ в Лориан в периода 1923 – 1924 г.

## Оценка на проекта
Проектът за линкорите от типа „Норманди“ има недостатъци, до голяма степен свързани с неспособността на Франция да строи и обслужва кораби с водоизместимост над 25 хил. т. Към ръководителя на техническия отдел Дойер (на френски: М. Doyere), заменил на поста през 1911 г. Лисе (на френски: М. Lyasse), няма дефицит на критици. Бидейки умен човек с критичен поглед към нещата, той въпреки всичко не винаги се държи доброжелателно, за това си спечелва и много недоброжелатели. Въпреки това Дойер сам признава защитата на „Нормандия“ за недостатъчна, особено подводната му защита.
Французите отделят много внимание на защитата от снаряди на средната артилерия. Вертикалната защита на френските дредноути покрива по-голямата част от борда, при това влизащият в нея главен броневи пояс е сравнително тънък. Главният пояс от 280 мм заема две междупалубни пространства и продължава към краищата с пояси със 180-мм дебелина. Със защита на нивото на водолинията не е прикрит само много малък отрязък в кърмата. Над главния пояс са разположени горния пояс от 180 мм и казематите на противоминния калибър, защитени от броня с дебелина 160 – 180 мм. За сравнение, британския дредноут „Айрън Дюк“ има главен пояс с дебелина 305 мм, най-новия линкор „Куин Елизабет“ – 330 мм, а германският „Кьониг“ – цели 350 мм при по-малка площ на брониране на борда. Към момента на проектирането на своите първи свръхдредноути французите смятат, че за достигането на решителен резултат противниците трябва да се сближат на дистанция от 6000 м и по време на боя тази дистанция едва ли ще надвиши 8000 м. За това вертикалната защита има приоритет пред хоризонталната: бронепалубите на френските линкори имат леко брониране. Двете палуби от три слоя стоманени листове по-скоро трябва да удържат осколките от проникналите през пояса снаряди, летящи по настилни траектории, отколкото да служат за защита от падащи под голям ъгъл снаряди. Първите битки в Първата световна война показват, че дистанциите на боя значително надхвърлят прогнозираните от френските специалисти. В боя при Фолкландските острови огънят се открива на дистанции около 15 000 м, а основният бой се води на дистанция 9 – 13 хил. м. В сражението при Догер банк огънят се води на дистанции 14 500 – 18 000 м, а в Ютландското сражение дневните битки започват на далечини 18 – 19 хил. м. На тези дистанции снарядите падат върху целта по балистична траектория, най-често попадайки в палубата отгоре, за което защитата на френските дредноути не е разчетена.
Дойер, като отговорен за проекта, е критикуван за избора на оръдия с 340-мм калибър, в същото време докато флотите на другите страни вече преминават към оръдия с калибър 356 мм и 381 мм. Обаче избора на 340-мм калибър е свързан не само с ограниченията във водоизместимостта, но и с опасенията за забавяне в сроковете за разработването на нови оръдия. Във всички случаи, Генералният щаб отбелязва, че за 25 хил. тонен кораб дванадесет 340-мм оръдия дават такъв бордов залп, че масата му превъзхожда тези на болшинството съвременни линкори.
Критикува се и изборът на комбинирана установка вместо турбини с пряко действие или на турбозъбчати агрегати. Междувременно турбините с пряко действие обладават прекалено ниска икономичност, а редукторът в турбозъбчатия агрегат по онова време е нова и все още непроверена технология. След мъките навремето с поставянето на турбини с неотработена конструкция при „Дантон“-ите, французите предпочитат да не рискуват втори път. Това е съзнателно решение, като има и разбиране, че комбинираната установка трябва да води до по-сложна експлоатация. Необходимо е обучаването на персонала да работи с две разнопланови установки и да се съхраняват резервни части и за двете.
|                              | „Бретан“            | „Норманди“          | „Айрън Дюк“         | „Куин Елизабет“    | „Кьониг“            | „Байерн“           | „Невада“            | „Фусо“              | „Карачоло“         |
| ---------------------------- | ------------------- | ------------------- | ------------------- | ------------------ | ------------------- | ------------------ | ------------------- | ------------------- | ------------------ |
| Година на залагане           | 1912                | 1913                | 1912                | 1912               | 1911                | 1913               | 1912                | 1912                | 1914               |
| Година на влизане в строй    | 1916                | —                   | 1914                | 1916               | 1914                | 1916               | 1916                | 1915                | -                  |
| Дължина×ширина               | 166×27              | 177,6×27            | 190×27,5            | 197×27,6           | 175,4×29,5          | 179,8×30,8         | 177,7×29,1          | 202,7×28,7          | 212×29,6           |
| Водоизместимост, нормална, т | 23 500              | 25 200              | 26 100 дълги тона   | 32 000 д.т         | 25 390              | 28 074             | 27 500 д.т          | 30 600              | 31 400             |
| Проектна скорост, въз.       | 20                  | 21                  | 21,25               | 24                 | 21                  | 22                 | 20,5                | 22,5                | 25                 |
| Въоръжение                   | 10×340-мм 22×138-мм | 12×340-мм 24×138-мм | 10×343-мм 12×152-мм | 8×381-мм 14×152-мм | 10×305-мм 14×150-мм | 8×380-мм 14×150-мм | 10×356-мм 21×127-мм | 12×356-мм 16×152-мм | 8×381-мм 12×152-мм |
| Пояс, мм                     | 250                 | 280                 | 305                 | 330                | 350                 | 350                | 343                 | 305                 | 300                |
| Схема на въоръжението        |                     |                     |                     |                    |                     |                    |                     |                     |                    |

## Коментари
1. ↑  При Патянин и Ле Масон е указана дебелина на пояса 300 мм. Но за сравнение те дават дебелина на пояса при „Бретан“ от 270 мм. Но на „Бретан“ пояса има дебелина от 250 мм броня върху обшивка от два слоя стомана по 10 мм. Включването на обшивката в дебелината на пояса очевидно и обяснява разликата в цифрите между данните на Джордан/Дюма и Ле Масон/Патянин
2. ↑  Според данните на Ле Масон, стр. 414, при форсиране до мощност 40 000 к.с. скоростта е 21,5 възела, при мощност от 45 000 к.с. – 22,5 възела
3. ↑  Неговото залагане е едва през юни 1914 г., пет месеца по-късно от „Беарн“.
4. ↑  Според предварителния план
5. ↑  При „Айрън Дюк“ главния пояс се състои от два слоя плочи. Само долният, излизащ при нормална водоизместимост над водата на 2 фута (610 мм), има дебелина 305 мм. Горното ниво на плочите има дебелина 229 мм
6. ↑  Джордан и Дюма с малко завишават цифрите за Ютландското сражение. В работата на Campbell John Jutland: An Analysis of the Fighting. – Lyons Press, 1998. – ISBN 1-55821-759-2, в първите две дневни фази на сражението британските линейни крайцери с 343-мм оръдия откриват огън от дистанция около 18 500 ярда (16 900 м). Британските линкори от типа „Куин Елизабет“, въоръжени с 381-мм оръдия, водят огън на дистанция 19 000 – 19 200 ярда (17 400 – 17 600 м). Германските кораби с оръдия 280-мм и 305-мм откриват огън от малко по-близка дистанция.
7. ↑  Справедливо е да се отбележи, че ръстът в дистанциите на боя до 14 – 18 000 хил. м преди войната не е прогнозиран от нито една страна. В резултат на което при силна вертикална защита, бронепалубите на линкорите имат относително малка дебелина. За това и на британските кораби след Ютландското сражение по спешност бронепалубите са услилени в най-уязвимите места в района на погребите. Ъглите на възвишение на оръдията, там където те не могат да осигурят такава далечина, се налага да бъде увеличен. Такива работи са проведени по британските кораби с 305-мм оръдия, също както и на германските с 280-мм и 305-мм оръдия. Най-новите британски и германски линкори с 343-мм, 380- и 381-мм оръдия изначално могат да водят огън на такива дистанции. Работи по увеличаване на максималния ъгъл на възвишение на оръдията на главния калибър от 12° до 18° са проведени и на френските линкори от типа „Бретан“.